# Sergio Rey
Sergio Rey (ur. 4 listopada 1969 w San Sebastián) – hiszpański bokser.
Uczestniczył w Letnich Igrzyskach Olimpijskich, w 1992 roku, przegrał w pierwszej rundzie w wadze lekkopółśredniej z Jyrim Kjällem.